# Suryapet
Suryapet è una suddivisione dell'India, classificata come municipality, di 94.797 abitanti, situata nel distretto di Nalgonda, nello stato federato del Telangana. In base al numero di abitanti la città rientra nella classe II (da 50.000 a 99.999 persone).

## Geografia fisica
La città è situata a 17° 8' 60 N e 79° 37' 0 E e ha un'altitudine di 266 m s.l.m..

## Società

### Evoluzione demografica
Al censimento del 2001 la popolazione di Suryapet assommava a 94.797 persone, delle quali 49.094 maschi e 45.703 femmine. I bambini di età inferiore o uguale ai sei anni assommavano a 10.662, dei quali 5.367 maschi e 5.295 femmine. Infine, coloro che erano in grado di saper almeno leggere e scrivere erano 68.818, dei quali 39.103 maschi e 29.715 femmine.